# Grabowskia geniculata
Grabowskia geniculata är en potatisväxtart som först beskrevs av Merritt Lyndon Fernald, och fick sitt nu gällande namn av C. L. Hitchcock. Grabowskia geniculata ingår i släktet Grabowskia och familjen potatisväxter. Inga underarter finns listade i Catalogue of Life.